# Ernst Herz
Ernst Herz foi um patinador artístico austríaco. Herz conquistou uma medalha de bronze em campeonatos mundiais, e foi campeão europeu em 1908.

## Principais resultados
| Resultados           | Resultados       | Resultados        | Resultados      | Resultados        | Resultados    | Resultados    | Resultados    |
| Internacional        | Internacional    | Internacional     | Internacional   | Internacional     | Internacional | Internacional | Internacional |
| Evento               | 1905– 1906       | 1906– 1907        | 1907– 1908      | 1908– 1909        |               |               |               |
| -------------------- | ---------------- | ----------------- | --------------- | ----------------- | ------------- | ------------- | ------------- |
| Campeonato Mundial   |                  |                   |                 | Medalha de bronze |               |               |               |
| Campeonato Europeu   | Medalha de prata | Medalha de bronze | Medalha de ouro |                   |               |               |               |
| Nacional             |                  |                   |                 |                   |               |               |               |
| Campeonato Austríaco |                  | Medalha de ouro   |                 |                   |               |               |               |